# Barragem de Beliche
A Barragem do Beliche é uma barragem de aterro, com núcleo argiloso e maciços estabilizadores de enrocamento, localizada no concelho de Castro Marim, numa secção da ribeira do Beliche a montante da localidade de Beliche. A sua bacia hidrográfica tem 99 km² de área.
O coroamento tem 12 m de largura, 527 m de desenvolvimento, 54,30 m de altura e 55 m de altura máxima acima da fundação. A capacidade total da albufeira é de 48 hm³ e a capacidade útil é de 44 hm³.
A barragem detém como órgãos principais uma tomada de água para abastecimento, descarregador de cheias de superfície frontal, descarga de fundo e um sistema de medição de nível na albufeira que actua sobre as comportas do descarregador.
As barragens de Odeleite e do Beliche fornecem a água do aproveitamento hidráulico Odeleite-Beliche, destinado ao abastecimento às populações e ao regadio dos concelhos do Sotavento Algarvio.
Este aproveitamento hidráulico serve uma população estimada em 800.000 habitantes, dos quais 250.000 correspondentes à população residente e 550.000 correspondentes à população flutuante, e a rega de 8600 ha de solos agrícolas. O túnel Odeleite-Beliche garante a interligação e a exploração conjunta das duas albufeiras.